# Tony Dungy
Anthony Kevin Dungy, conhecido como Tony Dungy ( Michigan, 6 de outubro de 1955) é um ex-jogador de futebol americano que foi treinador principal na National Football League. Dungy foi o treinador do Tampa Bay Buccaneers de 1996 até 2001, e depois do Indianapolis Colts de 2002 até 2008. Ele se tornou o primeiro treinador afro-americano a vencer um Super Bowl quando os Colts derrotaram o Chicago Bears em 4 de fevereiro de 2007. Em 18 de dezembro de 2008, depois de ir para os playoffs pelo décimo ano seguido após uma vitória sobre Jacksonville Jaguars, Dungy estabeleceu um novo recorde na NFL de maior número de aparições consecutivas nos playoffs por qualquer treinador.
Em 12 de janeiro de 2009, Dungy anunciou sua aposentadoria como treinador pelo Indianapolis Colts. Depois de sua aposentadoria, Dungy se tornou analista da NBC. Tony Dungy é um dos poucos a vencer um Super Bowl como jogador e outro como treinador.
Em fevereiro de 2016, foi aceito no Pro Football Hall of Fame.

## Primeiros anos
Tony Dungy nasceu em Jackson, Michigan. Seus pais foram Wilbur Dungy (1926–2004), professor de ciências no Jackson College, e Cleomae Dungy (1920–2002), que ensinou Shakespeare na Jackson High School, em Michigan. Wilbur serviu como piloto durante a Segunda Guerra Mundial com os famosos pilotos de Tuskegee.
Tony Dungy frequentou o Parkside High School. Ele jogou quarterback na faculdade para a Universidade de Minnesota.

## Carreira como jogador
Após a faculdade, Dungy foi undrafted em 1977 e foi assinado como um agente livre pelo Pittsburgh Steelers da National Football League como uma segurança. Ele jogou como reserva defensiva e jogador de times especiais para o Steelers em 1977 e para a temporada de 1978 do campeão do Super Bowl, liderando o time em interceptações na última campanha. Em 1979, Dungy foi negociado para o San Francisco 49ers, e terminou sua carreira um ano depois no campo de treinamento dos New York Giants em 1980.
Dungy é o mais recente jogador da NFL a interceptar um passe e lançar uma interceptação no mesmo jogo. Dungy foi o zagueiro de emergência do Pittsburgh Steelers em um jogo de 1977 contra o Houston Oilers quando Terry Bradshaw e Mike Kruczek sofreram lesões em 9 de outubro de 1977. Ele jogou segurança na defesa.
Dungy tem um título do Super Bowl como jogador, já que ele era um membro dos Steelers quando eles venceram o Super Bowl XIII.

## Carreira como treinador

### Treinador adjunto
Seguindo sua experiência na NFL como jogador, Dungy foi convidado para se tornar um assistente técnico de sua alma mater, a Universidade de Minnesota em 1980. Depois de uma temporada no comando de costas defensivas, ele foi convidado a voltar para a NFL, desta vez como treinador. Ele foi contratado como assistente pelo treinador do Steelers, Chuck Noll, seu ex-treinador de seus dias jogando com a equipe, em 1981. Seu trabalho com Noll colocou Dungy na árvore de treinamento de Sid Gillman.
Em 1982, ele foi nomeado treinador de backfield defensivo e foi promovido em 1984 ao coordenador defensivo. Após uma temporada de 5-11 em 1988, o dono do Steelers, Dan Rooney, forçou Noll a fazer mudanças em sua equipe, o que incluiu o rebaixamento de Dungy para o técnico defensivo. Em vez de assumir o rebaixamento, ele deixou os Steelers em 1989 para a mesma posição em que estava sendo rebaixado, mas com os chefes de Kansas City. Ele assumiu a posição de coordenador defensivo dos Minnesota Vikings sob Dennis Green em 1992. Enquanto estava no Minnesota, a defesa de Dungy ficou em primeiro lugar na NFL.

### Tampa Bay Buccaneers
Dungy tornou-se treinador da NFL quando foi contratado por Rich McKay para reformar o Tampa Bay Buccaneers, uma equipe então conhecida por sua falta de sucesso, em 22 de janeiro de 1996. Dungy instalou sua versão da defesa Cover 2 com o coordenador defensivo Monte Kiffin com algumas novas rugas. O resultado foi o agora famoso Tampa 2, embora Dungy admitisse abertamente que se baseava em conceitos que ele aprendera em seus dias em Pittsburgh.

#### 1996
Apesar de terminar com uma campanha de 6-10 em 1996, os Bucaneros terminaram fortes e mostraram sinais de se transformar em uma equipe vencedora. Depois de uma vitória em casa contra os Raiders, os Buccaneers caíram para um rápido buraco de 14-0 para os Chargers em San Diego. Em vez de dobrar, a equipe lutou para uma vitória difícil, sua primeira vitória na Costa Oeste em 15 anos. Muitos fãs de Bucs acreditam que este foi o local onde a franquia há muito tempo acabou virando a esquina. Acabou por ser a única época derrotada que Dungy iria sofrer como treinador principal.

#### 1997
Em 1997, os Buccaneers começaram 5-0, seu melhor começo desde 1979. Eles acabaram em segundo lugar na divisão Central da NFC, a primeira temporada vitoriosa de Tampa Bay desde 1982. No último jogo disputado no Tampa Stadium, o Bucs derrotou o Detroit Lions por apenas o segundo playoff vence na história da franquia. Eles perderam o próximo jogo para o atual campeão Green Bay Packers.

#### 1998–2001
Enquanto o Bucs quase perdeu os playoffs em 1998, eles se recuperaram fortemente em 1999 para ganhar seu título da primeira divisão desde 1979, apenas para perder para o St. Louis Rams no NFC Championship Game. Eles chegaram a alcançar os playoffs novamente em 2000 e 2001, apenas para serem derrotados no wild card por cada time do Philadelphia Eagles. Os Bucs foram prejudicados por mudanças constantes na posição do coordenador ofensivo; QB Shaun King teve que trabalhar com três coordenadores diferentes em três anos. Dungy foi demitido em 14 de janeiro de 2002 devido às repetidas perdas do clube nos playoffs. Além disso, o dono Malcolm Glazer sentiu que a ofensiva de Dungy era muito conservadora. Dungy tornou-se assim o primeiro treinador da história do Bucs a deixar o time com um recorde de vitórias.
Na temporada seguinte, os Buccaneers venceram o Super Bowl XXXVII, sua primeira (e única até 2017) aparição no jogo do campeonato. Embora Dungy tenha sido demitido na temporada anterior e substituído por Jon Gruden, Dungy foi creditado pela construção da equipe.

### Indianapolis Colts
Em 22 de janeiro de 2002, Dungy foi contratado como treinador principal do Indianapolis Colts, uma equipe que na época era muito potente ofensivamente, mas muito fraca defensivamente. Ele instalou sua defesa "Tampa 2" imediatamente e continuou a reequipar a defesa de Colts ao seu gosto durante o seu mandato. Depois de se juntar aos Colts, Dungy deixou a ofensiva de alta potência anteriormente instalada lá por Jim Mora, tanto no estilo de jogo como no pessoal, praticamente inalterada. Dungy se reuniu com Tom Moore, que foi contratado como coordenador ofensivo. Moore e Dungy já haviam trabalhado juntos em Minnesota e Pittsburgh.
Durante seu período inicial em Indianápolis, Dungy lutou para consertar a defesa do Colts e teve resultados mistos na pós-temporada. Em sua primeira temporada em Indianápolis, os Colts foram eliminados por 41 a 0 pelo New York Jets em um jogo do primeiro turno, e o time perdeu para o New England Patriots no pós-temporada em 2003 (no jogo do campeonato da AFC) e 2004 (na segunda rodada dos playoffs). Dungy assinou uma prorrogação de contrato de três anos em outubro de 2005 por US $ 5 milhões por ano.
O Colts concentrou-se em melhorias defensivas durante a offseason de 2005, assinando o defesa de cinco anos Corey Simon. Amplamente esperado para ser um concorrente do Super Bowl, o Colts venceu seus primeiros 13 jogos, provocando muita especulação sobre a possibilidade de o Colts se tornar o primeiro time da NFL a terminar a temporada invicto desde o 1972 Miami Dolphins.
Sua décima terceira vitória garantiu a vantagem de campo de Colts ao longo dos playoffs. Com nada para jogar, exceto a chance de ir invicto, o Colts perdeu seu 14º jogo para o San Diego Chargers. Os Colts jogaram suas partidas com moderação nos dois últimos jogos. O Colts perdeu em seu primeiro jogo de playoff para o eventual vencedor do Super Bowl Pittsburgh Steelers. Essa derrota fez dos Colts a primeira equipe a começar a temporada 13-0 e não chegar ao Super Bowl.
O playoff dos Colts em 2006 foi caracterizado por uma melhora acentuada no jogo defensivo, quando os Colts derrotaram os Kansas City Chiefs, mantendo um dos melhores running backs da NFL a menos de 50 jardas, e aborreceram o favorito Baltimore Ravens na rodada da divisão. Em 21 de janeiro de 2007, depois de perder por 21-3, os Colts derrotaram os New England Patriots para se tornarem Campeões da AFC e avançaram para o Super Bowl XLI. Este foi o maior retorno na história dos jogos de título da conferência. Por apenas algumas horas, Dungy se tornou o segundo treinador negro a levar sua equipe ao Super Bowl. Seu bom amigo, o treinador do Chicago Bears, Lovie Smith, havia garantido a oferta da NFC no Super Bowl no início do dia.
Em 4 de fevereiro de 2007, Dungy e os Colts venceram o Super Bowl XLI 29-17 sobre o Bears no Dolphin Stadium em Miami.
Em 23 de dezembro de 2007, com uma vitória sobre o Houston Texans, Dungy venceu seu 72º jogo como treinador do Colts, passando Don Shula para se tornar o técnico com mais vitórias na história da franquia.
Em 21 de janeiro de 2008, Dungy anunciou que voltaria pelo menos para a temporada de 2008.
Durante a temporada de 2008, o Colts venceu 12 jogos na temporada regular, incluindo os últimos nove consecutivos, garantindo a vaga de wildcard por 23 a 17 na prorrogação do San Diego Chargers na eliminatória dos playoffs da NFL de 2008-09.

### Aposentadoria
Em 12 de janeiro de 2009, Jim Caldwell, que havia sido assistente de longa data da Colts, foi escolhido como o novo treinador da Indianapolis Colts depois de ter sido nomeado sucessor de Dungy um ano antes. Em 1º de novembro de 2010, os Colts adicionaram o nome de Tony Dungy ao Anel de Honra de Indianapolis Colts, localizado na varanda do meio no lado leste do Lucas Oil Stadium.

### Marcas da carreira
A carreira de Dungy incluiu vários primeiros notáveis. Entre eles, Dungy é o primeiro treinador da NFL a derrotar todas as 32 equipes da NFL. Ele também foi o assistente técnico mais jovem aos 25 anos e o mais jovem coordenador aos 28 anos na história da NFL.
Dungy foi o primeiro treinador negro a vencer o Super Bowl (com a vitória do Colts sobre o Bears em 2007). Ele foi o terceiro treinador negro a vencer um campeonato profissional de futebol na América do Norte, atrás de Darren Arbet do San Jose Sabercats (Arena Football League) que venceu o ArenaBowl XVI em 2002 e Pinball Clemons do Toronto Argonauts (Canadian Football League) que venceu a 92ª Copa Cinza em 2004.
Dungy também se tornou o sexto homem a jogar em um Super Bowl e ser o treinador principal de um time do Super Bowl. Ele se junta a Dan Reeves, Sam Wyche, Mike Ditka, Forrest Gregg e Tom Flores. Ron Rivera também conseguiu essa façanha com o Carolina Panthers em 2015. Após a vitória no Super Bowl XLI, Dungy se tornou o terceiro homem a ganhar Super Bowls tanto como jogador quanto como treinador, seguindo Ditka e Flores.

## Radiodifusão

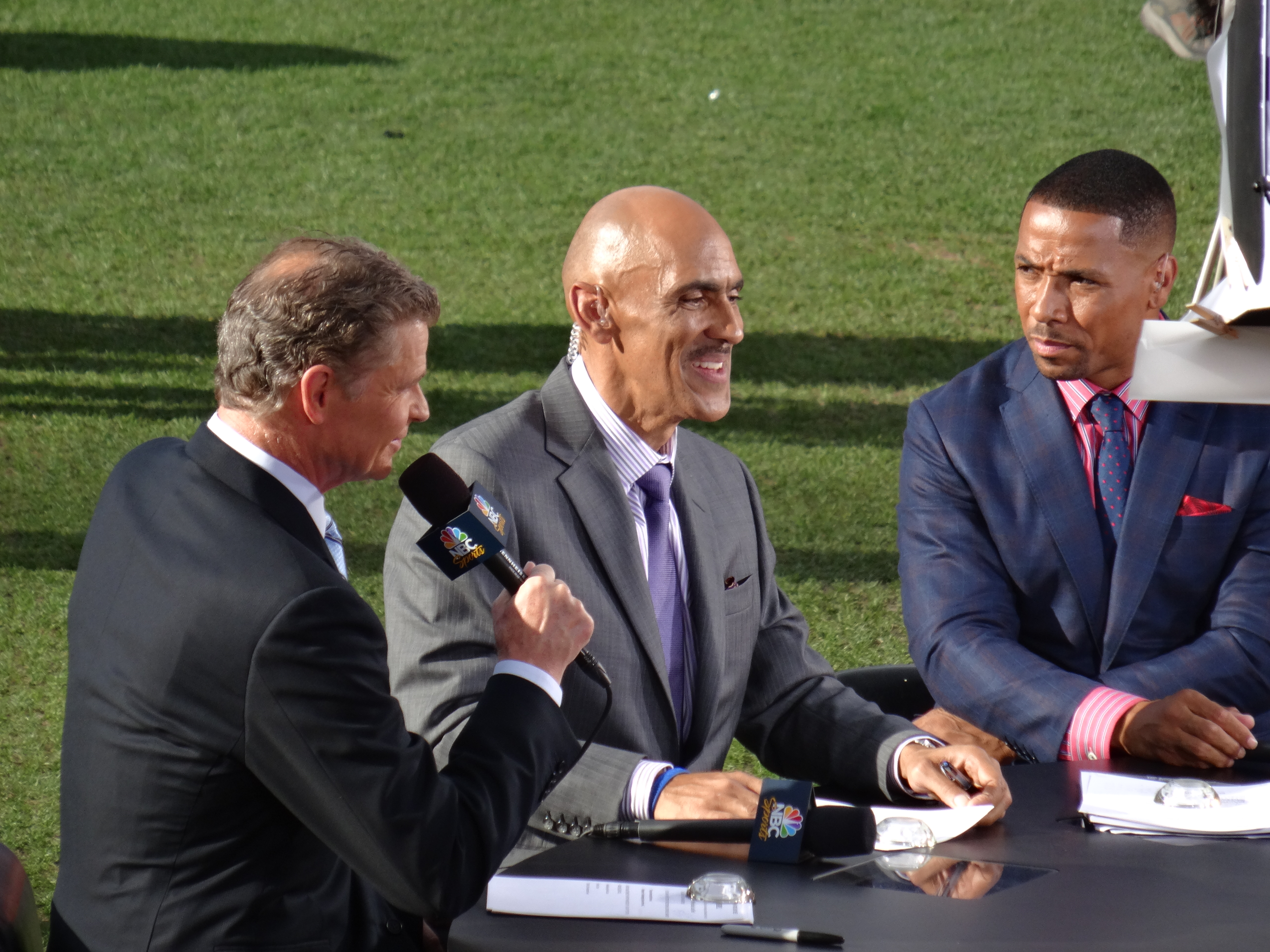
Dungy (centro), juntamente com os colegas Dan Patrick e Rodney Harrison em um jogo da NFL em Denver em setembro de 2013

Em junho de 2009, a NBC Sports contratou Dungy para atuar como analista de cores de estúdio no programa semanal da rede Sunday Night Football, o Football Night in America.

## Estratégias
Na ofensiva, a estratégia de Tony Dungy envolvia uma ofensiva conservadora de controle de bola baseada principalmente na execução da bola e passes curtos e de alta porcentagem quando ele estava em Tampa Bay. Em Indianápolis, ele herdou e manteve o ataque planejado pelo coordenador ofensivo Tom Moore porque o crime estava nas mãos de alguém que ele conhecia e confiava. Em ambos os casos, a maior parte do planejamento ofensivo tem sido tratada por seus coordenadores ofensivos.
Na defesa, Dungy usou uma defesa de zona de estilo "Cover 2" abafada, que normalmente era baseada em uma formação de 4 atacantes, 3 zagueiros e 4 defensivos. A defesa "Capa 2" usada por Dungy envolveu os atacantes a empurrar o passador, os cantos que cobriam a área plana que passava, os linebackers cobrindo o meio do campo e as seguranças que ofereciam uma cobertura profunda em cada metade das suas respectivas zonas. Enquanto a defesa da Capa 2 não era um conceito novo, a Dungy contribuiu para o seu maior uso, sistematizando-a em uma defesa a cada baixo. O pessoal e as técnicas que Dungy usou nessa defesa eram muito específicos e, como resultado, seu estilo de defesa ganhou o apelido de "Tampa 2" em torno da NFL.
Dungy é mencionado no livro Power of Habit, de Charles Duhigg, no capítulo 3: "A Regra de Ouro da Mudança de Hábito".

## Filosofia
Dungy salienta que os treinadores são essencialmente professores que colocam a fé e a família à frente do futebol americano, não menosprezam seus jogadores ou gritam com eles, e permanecem calmos quando as coisas correm mal. Dungy disse:
Eu realmente queria mostrar às pessoas que você pode vencer de todas as maneiras. Eu sempre treinei do jeito que eu queria ser treinado. Eu sei que provavelmente não consegui alguns empregos na minha carreira porque as pessoas não conseguiam ver minha personalidade ou a maneira como eu faria isso. Para a sua fé ser mais importante do que o seu trabalho, para a sua família ser mais importante do que esse trabalho. Todos sabemos que é assim que deve ser, mas temos medo de dizer isso às vezes. Não tenho medo de dizer isso.
Dungy também aprendeu com Chuck Noll que é preciso todos os 53 jogadores da equipe para ganhar, de modo que um treinador treine o 53º jogador como faria com o terceiro jogador, isso se tornou a filosofia principal de Dungy. Dungy enfatizou que uma equipe deve ter um processo de pensamento, uma filosofia e a convicção de continuar com ela, mesmo que os jogadores mudem durante os jogos por causa de lesões. Dungy disse:
A filosofia de Chuck era convencer todos os caras da equipe que seu papel era importante. Se você aparecesse como um agente livre e fosse apenas um punter ou o terceiro safety, você estava fazendo algo que a equipe precisa para vencer. Foi sua maneira de enfatizar que ninguém é insubstituível. Você tem que treinar todo mundo da mesma maneira. Se Joe Greene sair, Steve Furness entra e não vamos mudar nada. Chuck nunca entrou em pânico quando alguém se machucou. Nós ainda podemos funcionar. Isso causou uma grande impressão em mim.
Dungy colocou suas crenças em seu livro de memórias, "Quiet Strength: The Principles, Practices, and Priorities of a Winning Life"  Cam Cameron, ex-treinador do Miami Dolphins, recomendou o livro comprando 1.000 livros para doar para treinadores de futebol americano em sua clínica de pré-temporada em julho de 2007, no sul da Flórida, e disse:
O livro dissipou os mitos de você tinha que gritar para vencer. Você pode ser sua própria pessoa, tratar as pessoas com respeito, ser muito exigente, mas exigente de uma forma que não atropele as pessoas. E você não precisa desistir da sua fé para vencer na NFL. Isso confirmou e reafirmou uma enorme quantidade de crenças que eu tenho.

## Performance como treinador
| Time      | Ano       | Temporada Regular | Temporada Regular | Temporada Regular | Temporada Regular | Temporada Regular | Pós-Temporada | Pós-Temporada | Pós-Temporada | Pós-Temporada                                                 |
| Time      | Ano       | Vitória           | Derrota           | Empate            | %                 | Classificação     | Vitória       | Derrota       | %             | Resultado                                                     |
| --------- | --------- | ----------------- | ----------------- | ----------------- | ----------------- | ----------------- | ------------- | ------------- | ------------- | ------------------------------------------------------------- |
| TB        | 1996      | 6                 | 10                | 0                 | .375              | 4° na NFC Central | –             | –             | –             | –                                                             |
| TB        | 1997      | 10                | 6                 | 0                 | .625              | 2° na NFC Central | 1             | 1             | .500          | Derrota para o Green Bay Packers no Divisional Round          |
| TB        | 1998      | 8                 | 8                 | 0                 | .500              | 3° na NFC Central | –             | –             | –             | –                                                             |
| TB        | 1999      | 11                | 5                 | 0                 | .688              | 1° na NFC Central | 1             | 1             | .500          | Derrota para o St. Louis Rams no NFC Championship Game.       |
| TB        | 2000      | 10                | 6                 | 0                 | .625              | 2° na NFC Central | 0             | 1             | .000          | Derrota para o Philadelphia Eagles no wild card.              |
| TB        | 2001      | 9                 | 7                 | 0                 | .562              | 3° na NFC Central | 0             | 1             | .000          | Derrota para o Philadelphia Eagles no wild card.              |
| TB Total  | TB Total  | 54                | 42                | 0                 | .556              |                   | 2             | 4             | .333          |                                                               |
| IND       | 2002      | 10                | 6                 | 0                 | .625              | 2° na AFC South   | 0             | 1             | .000          | Derrota para o New York Jets no wild card.                    |
| IND       | 2003      | 12                | 4                 | 0                 | .750              | 1° na AFC South   | 2             | 1             | .666          | Derrota para o New England Patriots no AFC Championship Game. |
| IND       | 2004      | 12                | 4                 | 0                 | .750              | 1° na AFC South   | 1             | 1             | .500          | Derrota para o New England Patriots no Divisional Round       |
| IND       | 2005      | 14                | 2                 | 0                 | .875              | 1° na AFC South   | 0             | 1             | .000          | Derrota para o Pittsburgh Steelers no Divisional Round        |
| IND       | 2006      | 12                | 4                 | 0                 | .750              | 1° na AFC South   | 4             | 0             | 1.000         | Campeão do Super Bowl XLI.                                    |
| IND       | 2007      | 13                | 3                 | 0                 | .813              | 1° na AFC South   | 0             | 1             | .000          | Derrota para o San Diego Chargers no Divisional Round         |
| IND       | 2008      | 12                | 4                 | 0                 | .750              | 2° na AFC South   | 0             | 1             | .000          | Derrota para o San Diego Chargers no wild card.               |
| IND Total | IND Total | 85                | 27                | 0                 | .759              |                   | 7             | 6             | .538          |                                                               |
| Total     | Total     | 139               | 69                | 0                 | .668              |                   | 9             | 10            | .474          |                                                               |

Fonte:

## Envolvimento cívico
Em agosto de 2007, o Presidente George W. Bush indicou Dungy como membro do Conselho do Presidente sobre Serviço e Participação Cívica. O conselho de 25 membros representa líderes do governo, empresas, entretenimento, atletismo e organizações sem fins lucrativos comprometidos com o crescimento do espírito de serviço e participação cívica. A nomeação de dois anos exige a participação em duas reuniões presenciais por ano e conversas telefônicas trimestrais com os comitês designados. Depois de receber o telefonema do presidente Bush, Dungy comentou: "Foi algo difícil de acreditar. Certamente, quando você vai para o treinamento de futebol, não espera conseguir nomeações presidenciais para nada".
Em março de 2009, o presidente Barack Obama convidou Dungy para participar do Conselho Consultivo sobre Parcerias Baseadas em Fé e Parcerias. Ele recusou o convite para se juntar ao conselho por causa do agendamento de conflitos, já que ele poderia fazer apenas duas das quatro reuniões do conselho de 2009, mas concordou em ser um consultor informal sobre questões de paternidade.
Ele também havia recusado ofertas da Associação de Jogadores da Liga Nacional de Futebol Americano para se tornar um elo de ligação com a NFL.

## Vida pessoal
Dungy é um cristão evangélico e em um ponto de sua carreira de treinador considerou deixar o futebol para o ministério de prisão. Ao longo de sua carreira, ele permaneceu envolvido com organizações de serviços comunitários.
O mandato de Dungy em Tampa Bay como treinador dos Bucaneros trouxe maior atenção para suas realizações pessoais fora do esporte. Ele tem estado ativo em muitas organizações de serviços comunitários nas cidades em que ele treinou. Enquanto esteve em Tampa Bay, Dungy trabalhou como orador público para a Fellowship of Christian Athletes e Athletes in Action.
Ele iniciou um programa de mentores para jovens chamado Mentors for Life, e forneceu ingressos dos Bucaneros para os participantes. Ele também apoiou outros programas de caridade na área, como o Big Brothers / Big Sisters, o Boys and Girls Club, o Prison Crusade Ministry, organizações de pais adotivos e Family First. Ele continua ajudando Big Brothers / Big Sisters e o Boys and Girls Club em Indianápolis. Ele também apoia a Convenção Nacional Black Coaches Association e Indiana Black Expo.
Em Indianápolis, Dungy ajudou a lançar o programa Cesta da Esperança no Riley Hospital for Children. A Basket of Hope é uma organização nacional sem fins lucrativos que começou em 1995. Tony é o porta-voz nacional da Basket of Hope e entrega as cestas cheias de brinquedos, jogos e itens de artesanato apropriados para a idade e gênero para o Riley Hospital for Children. Junto com as cestas, ele entrega um Tote da Esperança, que inclui Força Silenciosa, um diário, Bíblia, música cristã e outros materiais de inspiração. Dungy trabalhou com a Cesta da Esperança e o Hospital Riley para Crianças para implementar o projeto Super Cestas da Esperança, onde 7.000 cestas e bolsas foram entregues nas 32 cidades da NFL e hospitais participantes durante as semanas em torno do Super Bowl XLVI.
Depois que Michael Sam, um jogador abertamente gay, foi convocado pelo St. Louis Rams no NFL Draft de 2014, Dungy disse que ele não teria escolhido Sam, dizendo: "Não porque eu não acredito que Michael Sam deveria ter uma chance de jogar". , mas eu não gostaria de lidar com tudo isso ". O ponto de vista de Dungy foi compartilhado por muitos outros. O comentário atraiu críticas de alguns que o viam como homofóbico. Após uma reação, Dungy esclareceu suas observações, dizendo que ele deu uma "resposta honesta" a uma pergunta e que sua preocupação seria com a cobertura da mídia sobre Sam se ele tivesse sido o treinador do jogador. Dungy também expressou oposição ao casamento entre pessoas do mesmo sexo.
Dungy é casado com Lauren Harris Dungy, de Pittsburgh, e o casal tem sete filhos juntos; duas filhas e cinco filhos. Seu filho mais velho cometeu suicídio aos 18 anos, fora de Tampa, em 2005. Os Dungys ainda mantêm sua casa na área de Tampa Bay. O filho de Dungy, Eric, jogou futebol na Universidade de Oregon por três temporadas antes de se transferir para a Universidade do Sul da Flórida para sua última temporada em 2014.
Em 6 de setembro de 2007, o The Indianapolis Star informou que o Davie-Brown Index (DBI), um serviço independente de classificação de celebridades para anunciantes, colocou Dungy entre os 15 principais atores, músicos, personalidades da TV e celebridades esportivas que classifica. apelo geral, colocando-o em um nível com atores como Tom Hanks e Morgan Freeman. Entre figuras esportivas, ele ocupa o segundo lugar para Hank Aaron.
Em 27 de fevereiro de 2008, a Indiana Wesleyan University homenageou Dungy em uma cerimônia em que ele foi incluído na Society of World Changers da IWU. Dungy também recebeu um doutorado honorário de cartas humanitárias da universidade.
Em 5 de agosto de 2009, Dungy discursou no 53º Conselho Geral das Assembléias de Deus.
Desde a aposentadoria, Dungy se tornou um mentor informal do ex-jogador da NFL Michael Vick, aconselhando-o durante seu encarceramento e, com a ajuda de Donovan McNabb, convencendo o proprietário das Eagles, Jeff Lurie, e o técnico Andy Reid a contratá-lo para a equipe.

## Endossos
Dungy estava na capa do NFL Head Coach 09 como seu "treinador de covers". O treinador anterior na capa era Bill Cowher. Coincidentemente, ambos os treinadores se aposentariam na temporada após a publicação de seus problemas de capa.

## Prêmios e honras
- Duas vezes campeão do Super Bowl (XIII com os Steelers como jogador, XLI sendo técnico dos Colts)
- Duas vezes vencedor do ESPY Awards (Melhor treinador/Manager, Equipe de destaque - ambos em 2007 como treinador principal dos Colts)
- Prêmio de treinador Amos Alonzo Stagg de 2007 pela United States Sports Academy.[9]
- Pro Football Hall of Fame (classe de 2016) - o primeiro treinador negro da era moderna, e o segundo de todos os tempos a receber essa honra. (O ex-jogador do Oakland Raiders e treinador principal, Art Shell, foi introduzido no Hall of Fame em 1989, mas por suas realizações como jogador)[10]
- Anel de Honra dos Buccaneers - Entrou em 24 de setembro de 2018